# 圣克鲁瓦迪蒙
圣克鲁瓦迪蒙（法語：Sainte-Croix-du-Mont，法語發音：[sɛ̃t kʁwa dy mɔ̃]）是法国吉伦特省的一个市镇，属于朗贡区。

## 地理
圣克鲁瓦迪蒙（44°35'36"N, 0°16'50"W）面积8.98 平方千米，位于法国新阿基坦大区吉倫特省，该省份为法国西南部沿海省份，是法國本土面积最大的省，北起滨海夏朗德省，西临大西洋，南至朗德省，东南接洛特-加龍省，东临多爾多涅省。
与圣克鲁瓦迪蒙接壤的市镇（或旧市镇、城区）包括：加巴尔纳克、巴尔萨克、卢皮亚克、普雷尼亚克、瑟芒、韦尔德莱、图莱讷。

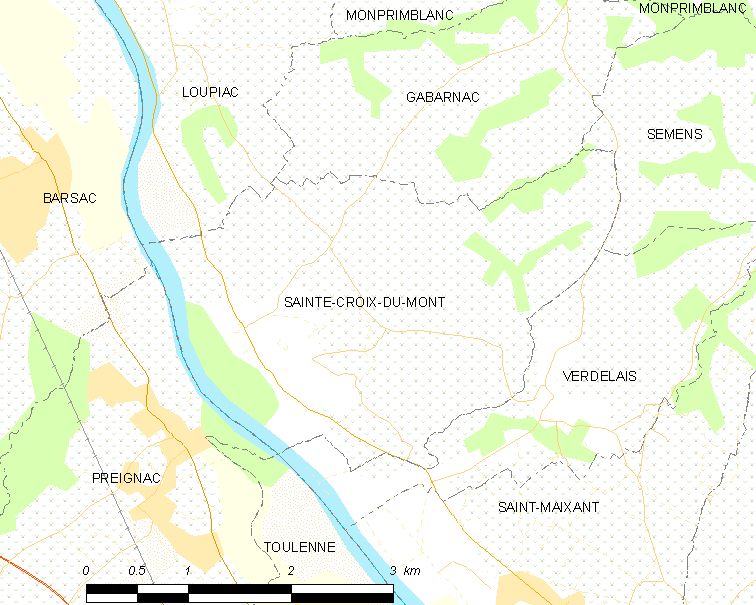
圣克鲁瓦迪蒙的OSM定位图

圣克鲁瓦迪蒙的时区为UTC+01:00、UTC+02:00（夏令时）。

## 行政
圣克鲁瓦迪蒙的邮政编码为33410，INSEE市镇编码为33392。

## 政治
圣克鲁瓦迪蒙所属的省级选区为海间县。

## 人口

1962-2008年间圣克鲁瓦迪蒙人口变化图示

圣克鲁瓦迪蒙于2022年1月1日时的人口数量为841人。